# Stado (powieść)
Stado (oryg. Pride) – powieść Williama Whartona napisana w 1985 roku.
Czym jesteśmy, jeśli nie rodziną? – William Wharton tymi słowami zadedykował powieść swoim nieżyjącym rodzicom – Sarze i Albertowi.

## Czas akcji
Czas akcji to głównie lata międzywojenne tuż przed wybuchem drugiej wojny światowej, w części utworu narracja przenosi się około czterdzieści lat wstecz – do przedziału czasowego między końcem dziewiętnastego wieku a teraźniejszością czasu powieści.

## Miejsce akcji
Przedmieścia Filadelfii (Stonehurst Hills), Willwood w New Jersey, a także Manawa i Oshkosh w stanie Wisconsin, Fort Bennig w Georgii, Francja, Detroit, San Diego, Atlantic City i wiele innych mniej znaczących miejscowości.

## Treść utworu
Książka opowiada historię dorastającego chłopca, Dickiego Kettlesona, oraz jego rodziny mieszkających w Filadelfii. Ojciec Dickiego w związku z Wielkim Kryzysem traci pracę. Kiedy po latach fabryka, w której pracował, chce go ponownie zatrudnić za wyższą stawkę, mimo niechęci jaką żywi do właścicieli firmy, Dick senior zgadza się – musi utrzymać najbliższych. Wstępuje wtedy do związków zawodowych, co przysparza mu wielu nieprzyjemności ze strony firmy. Razem z żoną i dziećmi wyjeżdżają na jakiś czas nad ocean. Ich losy splatają się tam z losami pewnego lwa i jego dzielnego właściciela Sture'a. Zwierzę i mężczyzna są nierozłączni – Sture przygarnął Tuffy'ego, gdy ten był jeszcze szczenięciem. Są wręcz jak rodzina. Na drodze obu rodzin stają przeszkody, które czasem trudno przeskoczyć. Rodzina jednak zawsze pozostaje rodziną.

## Opinie
- The Times: Ambitna, pełna przygód, niezwykła powieść
- Sunday Telegraph: Kusząca... przykuwająca uwagę... czarująca książka
- New Statesman: Jedna z nielicznych powieści, które sprawiają, że niecierpliwie czekamy na koniec filmu czy zamknięcie pubu, żeby móc powrócić do lektury... to powieść, z której Wharton powinien być szczególnie dumny